# Björn Bach
Björn Bach (Magdeburgo, 21 giugno 1976) è un canoista tedesco.
Ha fatto parte dell'equipaggio tedesco del K4 1000m alle Olimpiadi di Sydney 2000 e Atene 2004, vincendo due medaglie d'argento. Sempre nel K4 ha vinto numerosi titoli mondiali.

## Palmarès
- Olimpiadi

Sydey 2000: argento nel K4 1000m.
Atene 2004: argento nel K4 1000m.
- Mondiali

1997 - Dartmouth: oro nel K4 1000m, argento nel K4 500m e bronzo nel K4 200m.
1998 - Seghedino: oro nel K4 500m e K4 1000m.
1999 - Milano: oro nel K4 500m e argento nel K4 1000m.
2001 - Poznań: oro nel K4 1000m.
2002 - Siviglia: argento nel K4 200m e K4 1000m.
2003 - Gainesville: bronzo nel K4 1000m.
2005 - Zagabria: oro nel K4 1000m e argento nel K4 200m.
- Campionati europei di canoa/kayak sprint

Poznań 2000: oro nel K4 500m e nel K4 1000m.
Milano 2001: argento nel K4 1000m.
Poznań 2005: bronzo nel K4 200m.
Račice 2006: bronzo nel K4 1000m.